# Espaços de Sobolev
Os espaços de Sobolev são definidos sobre domínio arbitrário  {\displaystyle \Omega \in \mathbb {R} ^{N}} e são subespaços vetoriais dos espaços  {\displaystyle L^{p}(\Omega ).}
Defina o funcional {\displaystyle \|\cdot \|_{{W}^{m,p}},} onde {\displaystyle m} é um inteiro não negativo e {\displaystyle 1\leq p\leq \infty ,} como
{\displaystyle \|u\|_{W^{m,p}}=\left(\sum _{0\leq |\alpha |\leq m}\|D^{\alpha }u\|_{L^{p}}^{p}\right)^{1/p}{\mbox{ se }}1\leq p<\infty ,(*)}

{\displaystyle \|u\|_{W^{m,\infty }}=\max _{0\leq |\alpha |\leq m}\|D^{\alpha }u\|_{L^{\infty }}(**)}

para qualquer função {\displaystyle u} tal que o lado direito (das igualdades acima) faça sentido. Claramente uma das igualdades acima definem uma norma no espaço vetorial de funções nas quais o lado direito assume valores finitos.
Definimos

{\displaystyle W^{m,p}(\Omega )\equiv \{u\in L^{p}(\Omega );~D^{\alpha }u\in L^{p}(\Omega ){\mbox{ para }}0\leq |\alpha |\leq m,{\mbox{ onde }}D^{\alpha }u{\mbox{ é a derivada}}{\mbox{ no sentido das distribuições de }}u\},} e
{\displaystyle W_{0}^{m,p}(\Omega )\equiv {\mbox{ o fecho de  }}C_{0}^{\infty }(\Omega ){\mbox{ no espaço }}W^{m,p}(\Omega ).}
Estes espaços, munidos com a norma (*), (**) são chamados espaços de Sobolev sobre {\displaystyle \Omega .}